# Crown City
Crown City és una població dels Estats Units a l'estat d'Ohio. Segons el cens del 2000 tenia 411 habitants.

## Demografia
Segons el cens del 2000, Crown City tenia 411 habitants, 165 habitatges, i 125 famílies. La densitat de població era de 145,6 habitants per km².
Dels 165 habitatges en un 33,3% hi vivien nens de menys de 18 anys, en un 63,6% hi vivien parelles casades, en un 10,3% dones solteres, i en un 24,2% no eren unitats familiars. En el 19,4% dels habitatges hi vivien persones soles l'11,5% de les quals corresponia a persones de 65 anys o més que vivien soles. El nombre mitjà de persones vivint en cada habitatge era de 2,49 i el nombre mitjà de persones que vivien en cada família era de 2,85.
Per edats la població es repartia de la següent manera: un 24,1% tenia menys de 18 anys, un 7,8% entre 18 i 24, un 29,2% entre 25 i 44, un 22,9% de 45 a 60 i un 16,1% 65 anys o més.
L'edat mediana era de 37 anys. Per cada 100 dones de 18 o més anys hi havia 83,5 homes.
La renda mediana per habitatge era de 25.909 $ i la renda mediana per família de 35.000 $. Els homes tenien una renda mediana de 33.750 $ mentre que les dones 16.538 $. La renda per capita de la població era de 17.553 $. Aproximadament el 13,6% de les famílies i el 20% de la població estaven per davall del llindar de pobresa.

## Poblacions més properes
El següent diagrama mostra les poblacions més properes.